# Wybory prezydenckie w Rumunii w 2014 roku
Wybory prezydenckie w Rumunii w 2014 roku zostały przeprowadzone w dwóch turach – 2 i 16 listopada 2014. W ich wyniku wyłoniono nowego prezydenta na okres pięcioletniej kadencji. Wybory wygrał Klaus Iohannis, popierany przez centroprawicowy sojusz Partii Narodowo-Liberalnej i Partii Demokratyczno-Liberalnej. W drugiej turze głosowania pokonał lewicowego premiera Victora Pontę.

## Wyniki wyborów

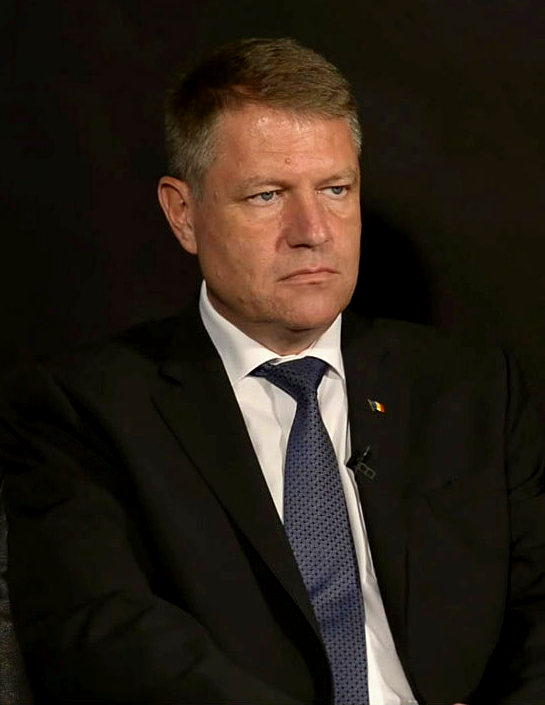
Klaus Iohannis

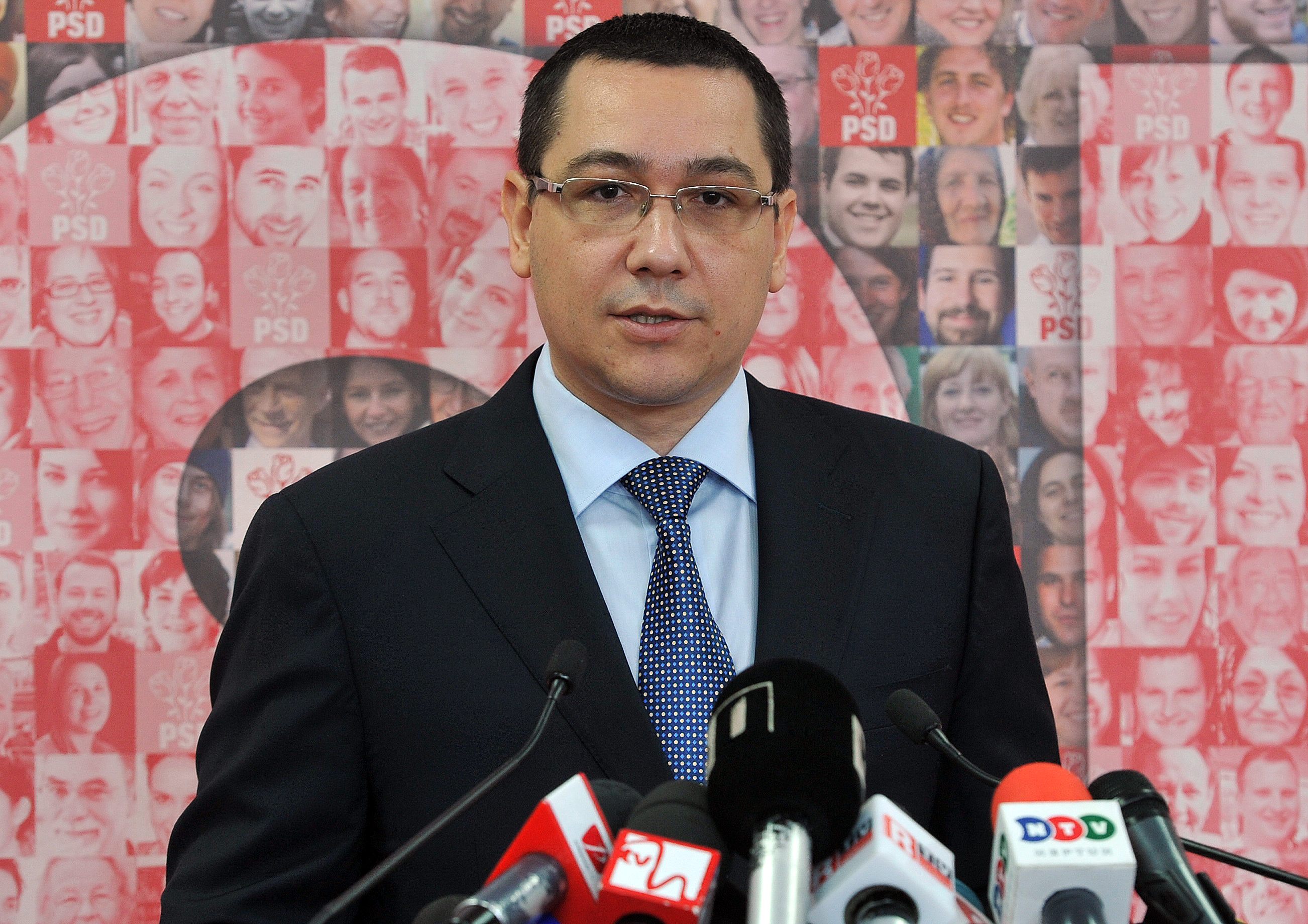
Victor Ponta

| Kandydaci               | Kandydaci                              | I tura     | I tura | II tura    | II tura |
| Kandydat                | Poparcie                               | Głosy      | %      | Głosy      | %       |
| ----------------------- | -------------------------------------- | ---------- | ------ | ---------- | ------- |
| Klaus Iohannis          | PNL + PDL                              | 2 881 406  | 30,37  | 6 288 769  | 54,43   |
| Victor Ponta            | PSD + PC + UNPR                        | 3 836 093  | 40,44  | 5 264 383  | 45,56   |
| Călin Popescu-Tăriceanu | niezależny                             | 508 572    | 5,36   |            |         |
| Elena Udrea             | PMP + PNȚCD                            | 493 376    | 5,20   |            |         |
| Monica Macovei          | niezależny                             | 421 648    | 4,44   |            |         |
| Dan Diaconescu          | Partia Ludowa – Dan Diaconescu         | 382 526    | 4,03   |            |         |
| Corneliu Vadim Tudor    | Partia Wielkiej Rumunii                | 349 416    | 3,68   |            |         |
| Hunor Kelemen           | Demokratyczny Związek Węgrów w Rumunii | 329 727    | 3,47   |            |         |
| Teodor Meleșcanu        | niezależny                             | 104 131    | 1,09   |            |         |
| Zsolt Szilágyi          | Węgierska Partia Ludowa w Transylwanii | 53 146     | 0,56   |            |         |
| Gheorghe Funar          | niezależny                             | 45 405     | 0,47   |            |         |
| William Brînză          | Ekologiczna Partia Rumunii             | 43 194     | 0,45   |            |         |
| Constantin Rotaru       | Partia Alternatywy Socjalistycznej     | 28 805     | 0,30   |            |         |
| Mirel Mircea Amariței   | PRODEMO                                | 7895       | 0,08   |            |         |
| Głosy ważne             | Głosy ważne                            | 9 485 340  | 100,00 | 11 553 152 | 100,00  |
| Głosy nieważne i puste  | Głosy nieważne i puste                 | 237 761    | 2,44   | 166 111    | 1,41    |
| Frekwencja              | Frekwencja                             | 9 723 232  | 53,17  | 11 719 344 | 64,10   |
| Wyborcy                 | Wyborcy                                | 18 284 066 |        | 18 280 994 |         |